# Guardando indietro, 2000-1887
Guardando indietro, 2000-1887 (Looking Backward: 2000-1887) è un romanzo fantascientifico utopico del 1888 di Edward Bellamy. Venne tradotto in italiano a partire dal 1890 in varie edizioni, anche coi titoli Nell'anno 2000. Racconto americano, L'avvenire!?, Uno sguardo dal 2000, Le versioni distanti.
Erich Fromm nel 1960 lo definì "uno dei più notevoli libri mai pubblicati in America".
Fu il terzo romanzo più venduto del suo tempo, dopo La capanna dello zio Tom e Ben-Hur (il quarto libro, includendo la Bibbia). Influenzò un gran numero di intellettuali ed è stato citato in molti dei principali scritti marxisti. Fromm scrisse che "è uno dei pochi libri mai pubblicati che hanno creato quasi subito al suo apparire un movimento politico di massa". Nei soli Stati Uniti sorsero oltre 162 "Bellamy Club" per discutere e diffondere le idee del libro. Grazie al suo impegno per la nazionalizzazione della proprietà privata, tale movimento politico divenne noto come "Nationalism", da non confondere con il concetto politico di nazionalismo. Il romanzo ispirò inoltre diverse comunità utopiche.

## Trama
Julian West, un uomo sofferente d'insonnia che si faceva curare con l'ipnosi, nel 1887 cade addormentato in un profondo sonno, risvegliandosi solo dopo 113 anni nella Boston del 2000, dove tutto appare cambiato. Mentre dormiva, gli Stati Uniti si sono trasformati in un'utopia socialista. Il resto del libro descrive i pensieri di Bellamy su come migliorare il futuro. Tra i temi principali vi sono i problemi associati al capitalismo, una proposta di soluzione socialista per una nazionalizzazione di tutta l'industria, l'utilizzo di un "esercito industriale" per organizzare la produzione e la distribuzione, così come il modo di garantire una produzione culturale libera in tali condizioni.
Il giovane trova facilmente una guida, il dottor Leete, che gli mostra i dintorni e gli spiega tutti i progressi di questa nuova era, compresa la drastica riduzione delle ore di lavoro per le persone che svolgono lavori umili e una consegna quasi istantanea delle merci (analoga a quella mediata da Internet). Ognuno va in pensione con i benefici completi a 45 anni e può mangiare in una qualsiasi delle cucine pubbliche. La capacità produttiva dell'America è proprietà nazionale e i beni della società sono equamente distribuiti ai suoi cittadini. Una parte considerevole del libro è costituita dal dialogo tra Leete e West, in cui West esprime la sua confusione su come funziona la società futura e Leete spiega le risposte utilizzando vari metodi, come metafore o confronti diretti con la società del XIX secolo.

## Ambientazione e idee socioeconomiche
Anche se il romanzo di Bellamy non dissertava in dettaglio di tecnologia o di economia, i commentatori confrontano frequentemente Guardando indietro con gli sviluppi economici e tecnologici attuali. Ad esempio, Julian West viene condotto in un negozio che - con le sue descrizioni di eliminazione degli intermediari per ridurre i rifiuti, in modo simile alle cooperative di consumo del suo tempo sulla base dei principi di Rochdale del 1844 - assomiglia in parte a un moderno punto vendita di una catena di distribuzione all'ingrosso. Il libro inoltre introduce il concetto di "carte di credito" che tuttavia in realtà funzionano come moderne carte di debito. Tutti i cittadini ricevono una uguale quantità di "credito". Quelli con i lavori più difficili, specialistici, pericolosi o sgradevoli lavorano meno ore (in contrasto con la pratica del mondo reale di pagare di più per i loro sforzi, mantenendo in genere gli stessi orari). Bellamy prevede inoltre che sia i sermoni sia la musica saranno resi disponibili nelle case attraverso il cavo "telefonico".
Bellamy etichettò la filosofia che sta dietro la sua visione "Nazionalismo" (Nationalism) e la sua opera ispirò l'istituzione di oltre 160 Nationalist Club per diffondere le sue idee.
Nonostante il carattere "etico" del suo socialismo (anche se fu inizialmente riluttante a usare tale termine), le idee di Bellamy riflettono in certo modo il marxismo classico. Nel capitolo 19, per esempio, egli spiega il nuovo sistema legale: la maggior parte delle cause civili si sono concluse con l'avvento del socialismo, mentre la criminalità è diventata una questione medica. L'idea di atavismo, allora in voga, viene impiegata per spiegare i reati non legati alla diseguaglianza (che Bellamy ritiene svanirà con l'avvento del socialismo). I criminali restanti sono trattati medicalmente. Presiede un giudice professionista, nominando due colleghi per l'accusa e la difesa. Se non tutti sono concordi sul verdetto, allora il processo deve proseguire con nuove prove. I capitoli 15 e 16 forniscono una spiegazione di come, in un sistema socialista più libertario, potrebbero essere fornite arte pubblica e notizie indipendenti. In un caso Bellamy scrive anche "la nazione è l'unico datore di lavoro e capitalista".

## Precursori
Benché Bellamy tendesse a sottolineare l'indipendenza della propria opera, Guardando indietro presenta relazioni e somiglianze con alcune opere precedenti, in particolare con l'anonimo The Great Romance (1881), The Diothas (1883) di John Macnie, The Co-operative Commonwealth (1884) di Laurence Gronlund e La donna e il socialismo (Die Frau und der Sozialismus, 1883) di August Bebel. Ad esempio, in The True Author of Looking Backward (1890) J.B. Shipley ha sostenuto che il romanzo di Bellamy fosse una ripetizione di argomenti di Bebel, mentre il critico letterario R. L. Shurter si spinse fino a sostenere che "Looking Backward è in realtà una versione romanzata di The Co-operative Commonwealth e poco più". Il libro di Bellamy comunque reca anche somiglianze con i primi teorici socialisti o "socialisti utopisti" Étienne Cabet, Charles Fourier, Robert Owen e Henri de Saint-Simon, così come con l'"Associationism" di Albert Brisbane che Bellamy aveva incontrato negli anni 1870.

## Reazioni e seguiti
Nel 1897 Bellamy scrisse un seguito, Eguaglianza (Equality), occupandosi dei diritti delle donne, di istruzione e di molte altre questioni. Bellamy utilizzò il seguito per elaborare e chiarire molte delle idee semplicemente toccate in Looking Backward.
Il successo di Guardando indietro provocò un'ondata di seguiti non ufficiali, parodie, satire, distopie e risposte «anti-utopiche". Quella che segue è una lista parziale.

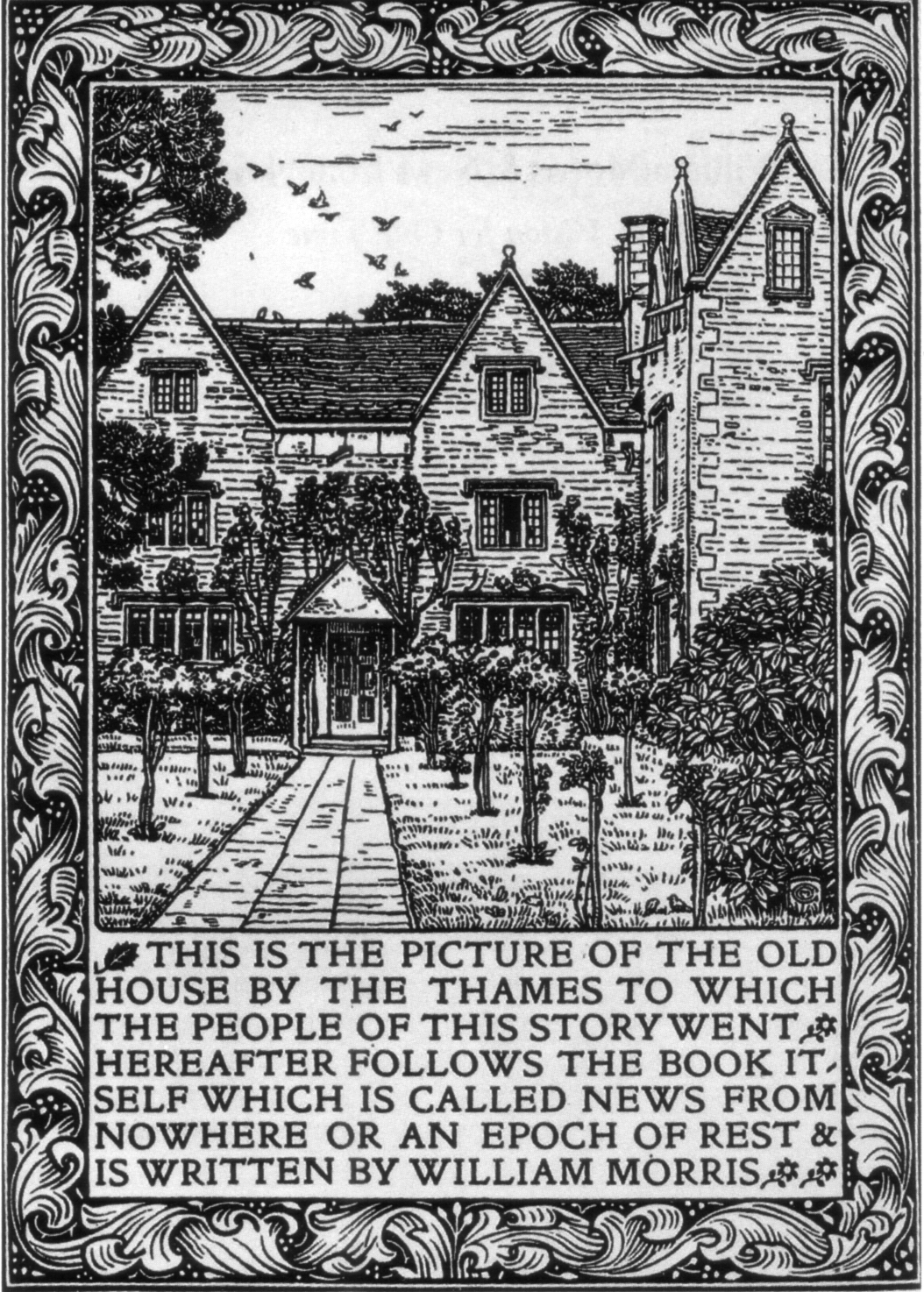
Frontespizio di Notizie da nessun luogo (News from Nowhere, 1890) di William Morris

Risposte direttamente "anti-Bellamy":
- John Bachelder, A.D. 2050. Electrical Development at Atlantis (1890)
- George Harris, Inequality and Progress (1897) [assume che Bellamy sostenesse l'assoluta eguaglianza dei beni]
- Richard C. Michaëlis, Looking Further Forward: An Answer to "Looking Backward" by Edward Bellamy (1890)
- William Morris, Notizie da nessun luogo (News from Nowhere, 1890)
- John W. Roberts, Looking Within: The Misleading Tendencies of "Looking Backward" Made Manifest (1893)
- George A. Sanders, Reality: or Law and order vs. Anarchy and Socialism, A Reply to Edward Bellamy's Looking Backward and Equality (1898)
- W.W. Satterlee,[12] Looking Backward and What I Saw (1890)
- Arthur Dudley Vinton, Looking Further Backward (1890)
- Julian West, [pseud.] My Afterdream (1900)[13]
- Conrad Wilbrant, Mr. East's Experiences in Mr. Bellamy's World (1891)
- Paolo Mantegazza, L'anno 3000 - Sogno (1897)

Risposte utopiche dirette e positive, seguiti non ufficiali:
- E. Berwick, Farming in the Year 2000, A.D., in Overland Monthly (1890)
- Charles J. Bellamy, An Experiment in Marriage. A Romance (1889) [il fratello di Bellamy]
- Albert Chavannes, In Brighter Climes, or Life in Socioland (1895)
- Albert Chavannes, The Future Commonwealth (1892)
- S.F. Claflin, Nationalism. Or a System of Organic Unity (189x)
- 'R. Crusoe', Looking Upwards; or Nothing New (1892)
- Stephen H. Emmens, The Sixteenth Amendment (1896)
- Benjamin O. Flower, Equality and Brotherhood (1897) [una risposta positiva a Eguaglianza di Bellamy; vedi anche 'The Latest Social Vision', Arena v.18, pp. 517–34]
- Benjamin O. Flower, The New Time (1894)
- A.M. Fuller, A.D. 2000 (1890)
- Ludwig A. Geissler, Looking Beyond (1891)[14]
- F.S. Giles, The Industrial Army (1896)
- Crawford S. Griffin, Nationalism (1889)
- Laurence Gronlund, Our Destiny. The Influence of Nationalism on Morals and Religion (1890) [inizialmente apparso in The Nationalist, marzo–settembre 1890]
- Frederick W. Hayes, The Great Revolution of 1905: Or, The story of the Phalanx (1893)
- Theodor Hertzka, Freeland, a Social Anticipation (1890)
- Ebenezer Howard, To-Morrow: A Peaceful Path to Real Reform (1898)
- Archibald McCowan, Philip Meyer's Scheme (1892)
- W. Moffat, G. White e J. White, What's the World Coming To? (1893)
- L.B. Porter, Speaking of Ellen (1890) [non un'utopia]
- H.B. Salisbury, The Birth of Freedom, in The Nationalist, novembre 1890, marzo-aprile 1891 (originariamente pubblicato come Miss Worden's Hero)
- Solomon Schindler, Dr. Leete's Letter to Julian West, in The Nationalist, settembre 1890)
- Solomon Schindler, Young West: A Sequel to Edward Bellamy's Celebrated Novel "Looking Backward" (1894)
- C.H. Stone, One of Berrian's Novels (1890)
- F.U. Worley, Three Thousand Dollars a Year (1890) [un'utopia gradualista]
- Harry W. Hillman, Looking Forward (1906)

Il risultato fu una "battaglia dei libri", che durò per il resto del XIX secolo e nel XX.

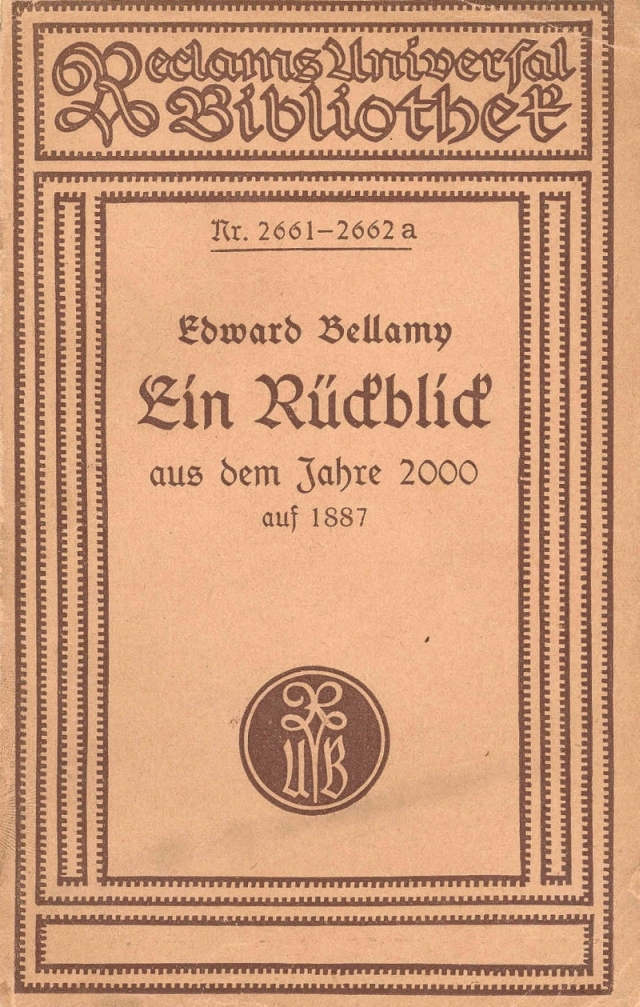
Reclame di un'edizione in tedesco del romanzo, circa 1919

La natura ricorsiva del dibattito è illustrata dal sottotitolo del libro di Geissler del 1891 Looking Beyond: "Un seguito di Guardando indietro di Edward Bellamy e una risposta a Guardando avanti di Richard Michaëlis" ("A Sequel to 'Looking Backward' by Edward Bellamy and an Answer to 'Looking Forward' by Richard Michaelis").
Il libro fu tradotto in bulgaro nel 1892. Nel 1900 Bellamy approvò personalmente una richiesta dello scrittore bulgaro Iliya Yovchev di fare una "traduzione adattata", basata sulle realtà dell'ordine sociale della Bulgaria. L'opera risultante, dal titolo Il presente visto da nostri discendenti e uno scorcio al progresso del futuro (Настоящето , разгледано от потомството ни и надничане в напредъка на бъдещето), segue perlopiù la stessa trama. Gli eventi nella versione di Yovchev si svolgono in una Sofia ecosostenibile e descrive il percorso peculiare del paese per adattarsi al nuovo ordine sociale. È considerata dalla critica locale la prima opera utopica bulgara
L'utopia di William Morris Notizie da nessun luogo (News from Nowhere, 1890), fu in parte scritta come reazione all'utopia di Bellamy, che Morris non trovava congeniale.
Al di là della sfera puramente letteraria, le descrizioni di Bellamy dell'urbanistica utopica ebbero un'influenza pratica sulla fondazione da parte di Ebenezer Howard del movimento per la città giardino (garden city movement) in Inghilterra e sulla progettazione del Bradbury Building a Los Angeles.
Durante i grandi scioperi del 1877, Eugene V. Debs si oppose agli scioperi e sostenne che non vi fosse alcuna necessità essenziale di conflitto tra capitale e lavoro. Debs venne influenzato dal libro di Bellamy nel rivolgersi in una direzione maggiormente improntata al socialismo. Ben presto contribuì a formare l'American Railway Union. Con sostenitori dai Knights of Labor e dalle immediate vicinanze di Chicago, i lavoratori della Pullman Palace Car Company scesero in sciopero nel giugno 1894, in quello che divenne conosciuto come lo sciopero Pullman.
Il libro ebbe un'accoglienza particolare e intensa nella Germania guglielmina, con varie parodie e seguiti, da Eduard Loewenthal, Ernst Müller e Philipp Wasserburg fino a Conrad Wilbrandt e Richard Michaëlis.
Il Technocracy Movement (movimento tecnocratico), sorto negli Stati Uniti agli inizi del XX secolo, traeva le proprie origini anche dagli scritti di Bellamy.

## Risposte successive
Guardando indietro fu riscritto nel 1974 dallo scrittore di fantascienza statunitense Mack Reynolds come Looking Backward from the Year 2000, seguito nel 1977 da Equality in the Year 2000 (ispirato a Eguaglianza di Bellamy). Matthew Kapell, uno storico e antropologo, ha esaminato la riscrittura nel suo saggio Mack Reynolds' avoidance of his own Eighteenth Brumaire: a note of caution for would-be utopians.
Nel 1984 fu pubblicato il libro Red, White and Blue Paradise: The American Canal Zone in Panama di Herbert Knapp e Maria Knapp. Il libro era in parte un libro di memorie della loro carriera di insegnamento al leggendario Balboa High School di Panama, ma anche una reinterpretazione della Zona del Canale di Panama come una creatura del progressismo a cavallo del secolo, un paradiso dei lavoratori. I Knapps hanno usato Looking Backward di Bellamy come modello euristico per comprendere come l'ideologia progressista abbia dato forma alla Zona del Canale.
Per il centenario della pubblicazione del romanzo venne scritta da Roger Lee Hall un'opera teatrale in atto unico, Bellamy's Musical Telephone, che fece il suo debutto a Boston nel 1988.
Al filone del "sognatore che si risveglia in una pseudo-utopia", reso popolare dal libro di Bellamy (benché avesse precedenti nei romanzi filosofici a partire dal Settecento), appartiene anche il primo romanzo originariamente scritto da Robert A. Heinlein nel 1938, A noi vivi (For Us, the Living), pubblicato postumo solo nel 2004.

## Edizioni
- Edward Bellamy, Looking Backward: 2000-1887, Houghton Mifflin, 1888.